# Comté de Putnam (Indiana)
Pour les articles homonymes, voir Comté de Putnam.
Le comté de Putnam  est un comté de l'État de l'Indiana, aux États-Unis. Il comptait 36 019 habitants en 2000. Son siège est Greencastle.